# Пън
 Тази статия е за частта от дърво.  За китайската певица вижте Пън Лиюен.  
Пънът е малката останала част от ствола заедно с корените, след като дървото е било отсечено или повалено. Пъновете често разкриват концентричните кръгове във вътрешността на ствола, като по този начин може да се определи възрастта на дървото. Науката, занимаваща се с изучаване на тези пръстени се нарича дендрохронология.

## Възстановяване
Пъновете понякога са способни да се възстановят и от тях да се развият нови дървета. Често, листопадно дърво, което е било отсечено, пуска издънки на различни места по ръба на пъна или от корените. В зависимост от това дали дървото следва да се премахне или се очаква да се възстанови, това може да е както нежеланата, така и желана реакция. Филизите от пън могат да растат много бързо, макар че разрезът на ствола може да ги отслаби и в новообразуващото се дърво да се внедрят болести.

## Премахване
Премахването на пънове може да е трудоемка задача. Те могат да се изровят, да се изсекат със специална машина или да се изгорят. Често, за премахване на пънове се използват химични продукти, когато премахването им не е спешна задача. Такива препарати най-често съдържат калиев нитрат (KNO3) и работят чрез рязко ускоряване на скоростта на разлагане на пъна. След 4 – 6 седмици пънът вече е достатъчно изгнил, за да се премахне лесно на парчета. Калиевият нитрат, също така, улеснява горенето.